# Córrego Fundo
Córrego Fundo is een gemeente in de Braziliaanse deelstaat Minas Gerais. De gemeente telt 5.939 inwoners (schatting 2009).

## Aangrenzende gemeenten
De gemeente grenst aan Arcos, Formiga en Pains.